# Maine-de-Boixe
Maine-de-Boixe est une commune du Sud-Ouest de la France, située dans le département de la Charente (région Nouvelle-Aquitaine).
Ses habitants sont les Manilibuxiens et les Manilibuxiennes.

## Géographie

### Localisation et accès
Maine-de-Boixe est une commune située à 3 km au sud de Mansle et 22 km au nord d'Angoulême. Située à la lisière orientale de la forêt de la Boixe, elle est aussi à 6 km au nord de Tourriers et 7 km au nord-est de Saint-Amant-de-Boixe, chef-lieu de son canton.
La route nationale 10 entre Angoulême et Poitiers passe à 0,8 km à l'est du bourg. La D 40 et la D 116 desservant le bourg y accèdent. La commune est limitée à l'ouest par la D 18, route de Mansle à Montignac.

### Hameaux et lieux-dits
La commune compte deux hameaux : le Temple, juste au sud du bourg, et le Moulin à Vent à la limite avec la commune de Mansle sur l'ancienne route nationale.

### Communes limitrophes
|           | Mansle-les-Fontaines | Puyréaux       |
| Cellettes | Maine-de-Boixe       | Nanclars       |
|           | Saint-Amant-de-Boixe | Aussac-Vadalle |

### Géologie et relief
Le sol de la commune, de nature karstique, est constitué de calcaire datant du Jurassique supérieur (Kimméridgien, et Oxfordien au nord). On trouve aussi une petite zone de colluvions (grèze) en limite sud-est de la commune (le Courreau),,.
Le relief de la commune est celui d'un plateau, celui de Boixe, d'une altitude moyenne de 100 m. Le point culminant du territoire communal est à une altitude de 121 m, situé en limite sud au château de la Boixe. Le point le plus bas est à 78 m, situé en limite nord-ouest sur la D 18. Le bourg est à 95 m d'altitude.

### Hydrographie

#### Réseau hydrographique

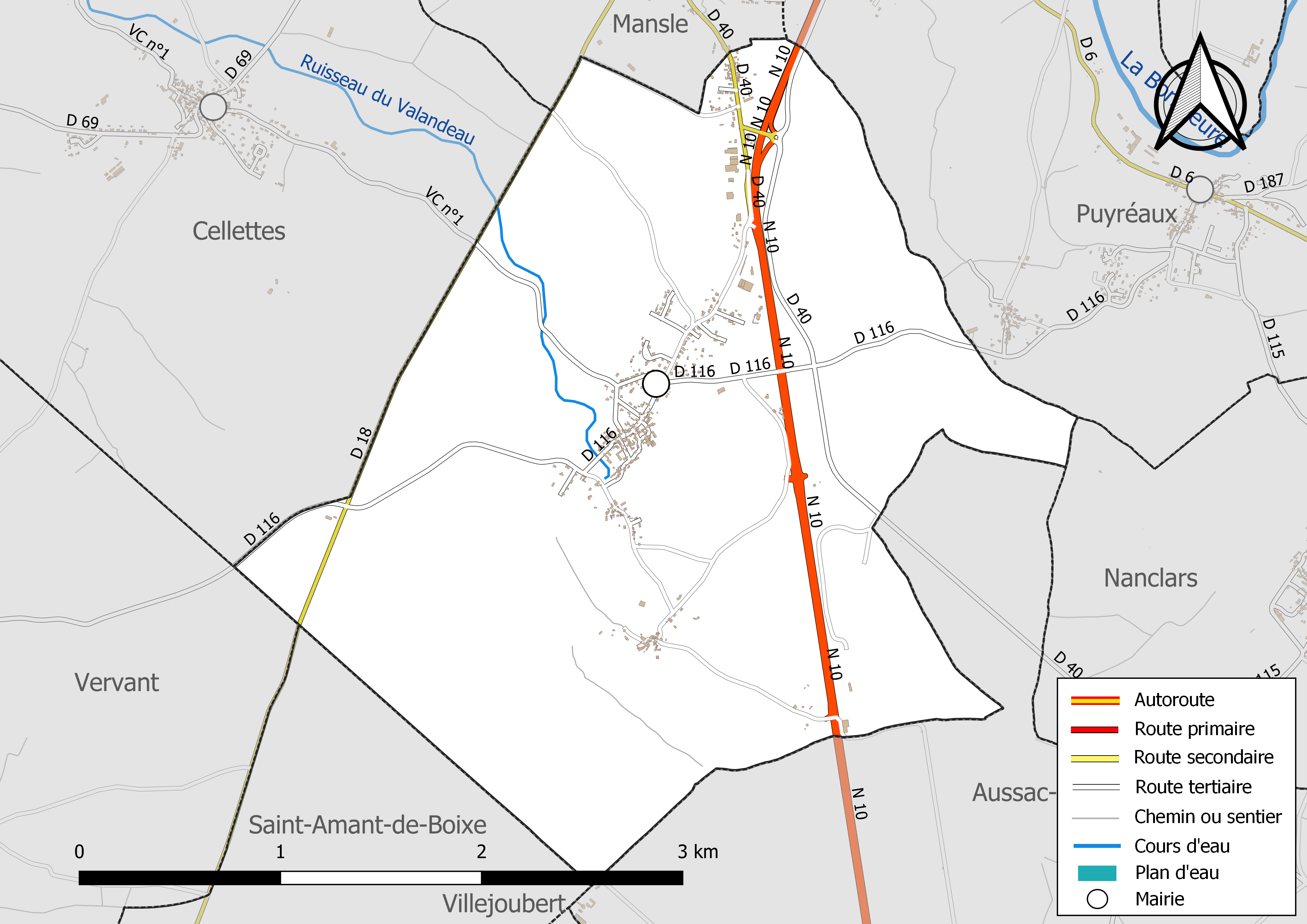
Réseaux hydrographique et routier de Maine-de-Boixe.

La commune est située dans le bassin versant de la Charente au sein du Bassin Adour-Garonne. De par la nature karstique du sol, aucun cours d'eau permanent ne traverse la commune. La combe passant au bourg donne naissance à un ruisseau intermittent, le ruisseau du Valandeau, qui descend vers Cellettes et se jette dans la Charente près d'Échoisy,.

#### Gestion des eaux
Le territoire communal est couvert par le schéma d'aménagement et de gestion des eaux (SAGE) « Charente ». Ce document de planification, dont le territoire correspond au bassin de la Charente, d'une superficie de 9 300 km2, a été approuvé le 19 novembre 2019. La structure porteuse de l'élaboration et de la mise en œuvre est l'établissement public territorial de bassin Charente. Il définit sur son territoire les objectifs généraux d’utilisation, de mise en valeur et de protection quantitative et qualitative des ressources en eau superficielle et souterraine, en respect des objectifs de qualité définis dans le troisième SDAGE  du Bassin Adour-Garonne qui couvre la période 2022-2027, approuvé le 10 mars 2022.

### Climat
Comme dans les trois quarts sud et ouest du département, le climat est océanique aquitain.

## Urbanisme

### Typologie
Au 1er janvier 2024, Maine-de-Boixe est catégorisée commune rurale à habitat dispersé, selon la nouvelle grille communale de densité à 7 niveaux définie par l'Insee en 2022.
Elle appartient à l'unité urbaine de Mansle-les-Fontaines, une agglomération intra-départementale dont elle est une commune de la banlieue,. Par ailleurs la commune fait partie de l'aire d'attraction d'Angoulême, dont elle est une commune de la couronne,. Cette aire, qui regroupe 94 communes, est catégorisée dans les aires de 50 000 à moins de 200 000 habitants,.

### Occupation des sols
L'occupation des sols de la commune, telle qu'elle ressort de la base de données européenne d’occupation biophysique des sols Corine Land Cover (CLC), est marquée par l'importance des territoires agricoles (51,5 % en 2018), en diminution par rapport à 1990 (60,9 %). La répartition détaillée en 2018 est la suivante : 
terres arables (37,8 %), forêts (27,6 %), zones agricoles hétérogènes (13,7 %), mines, décharges et chantiers (13,3 %), zones urbanisées (7,6 %). L'évolution de l’occupation des sols de la commune et de ses infrastructures peut être observée sur les différentes représentations cartographiques du territoire : la carte de Cassini (XVIIIe siècle), la carte d'état-major (1820-1866) et les cartes ou photos aériennes de l'IGN pour la période actuelle (1950 à aujourd'hui).

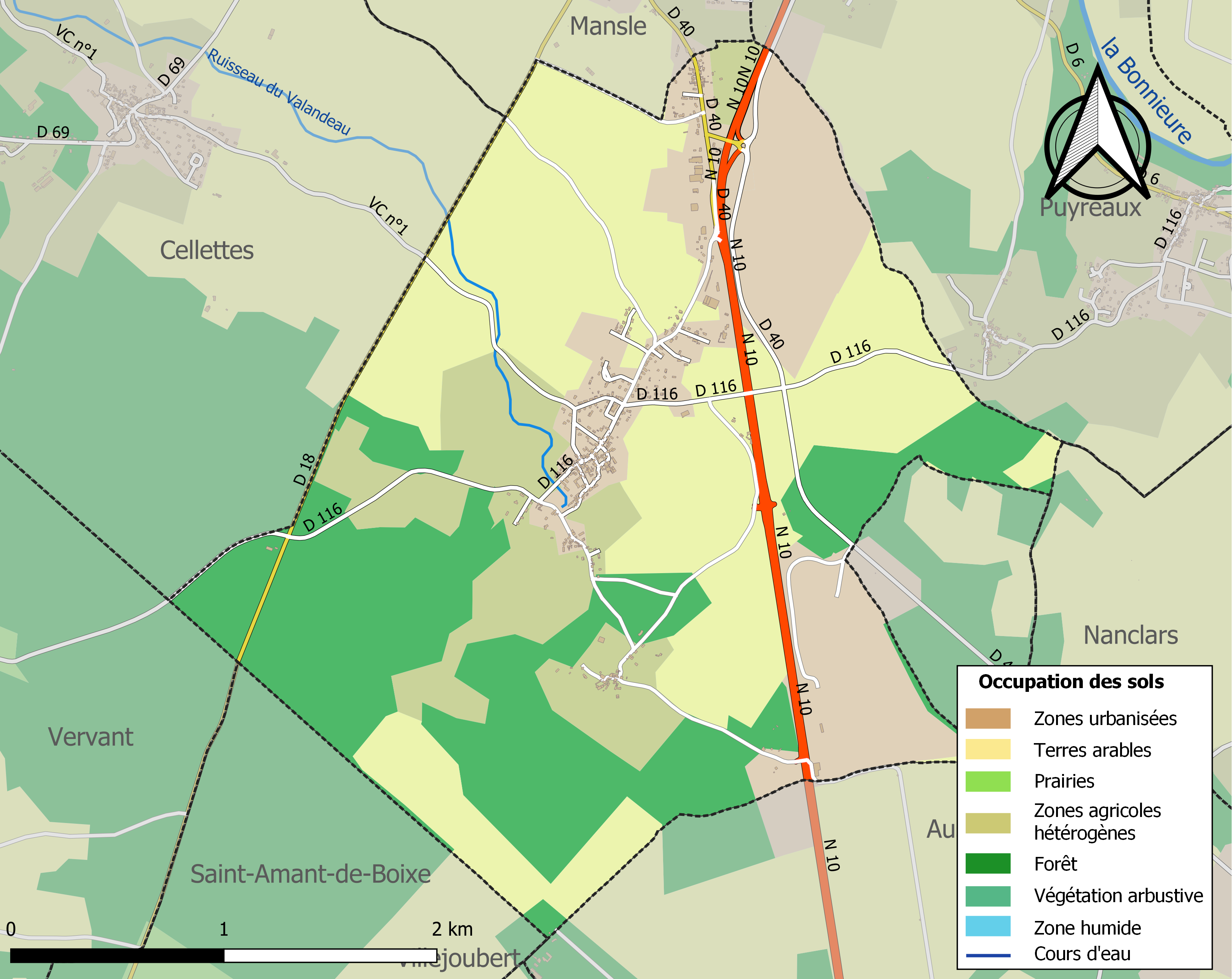
Carte des infrastructures et de l'occupation des sols de la commune en 2018 (CLC).

### Risques majeurs
Le territoire de la commune de Maine-de-Boixe est vulnérable à différents aléas naturels : météorologiques (tempête, orage, neige, grand froid, canicule ou sécheresse) et séisme (sismicité modérée). Il est également exposé à un risque technologique,  le transport de matières dangereuses. Un site publié par le BRGM permet d'évaluer simplement et rapidement les risques d'un bien localisé soit par son adresse soit par le numéro de sa parcelle.

#### Risques naturels

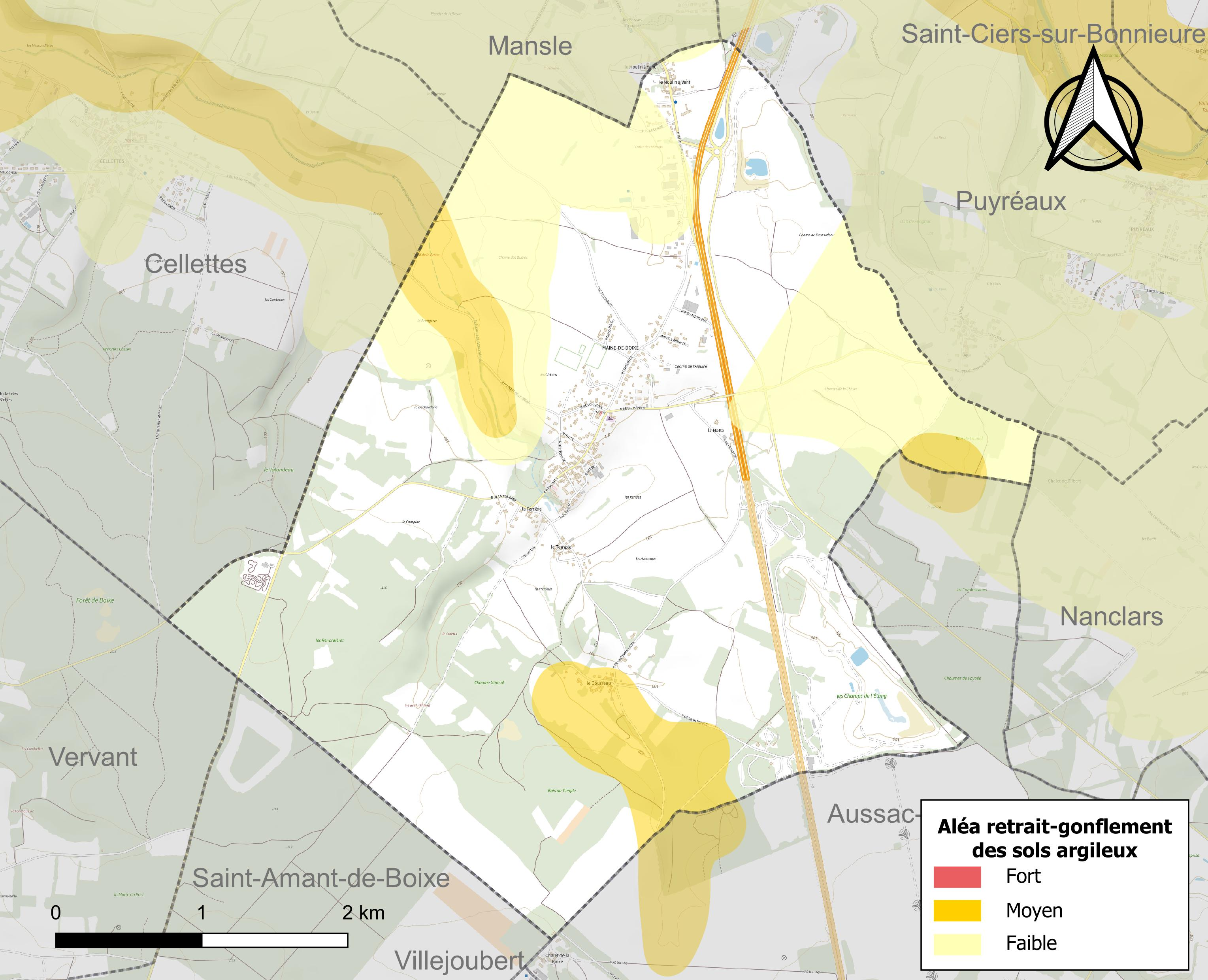
Carte des zones d'aléa retrait-gonflement des sols argileux de Maine-de-Boixe.

Le retrait-gonflement des sols argileux est susceptible d'engendrer des dommages importants aux bâtiments en cas d’alternance de périodes de sécheresse et de pluie. 8,4 % de la superficie communale est en aléa moyen ou fort (67,4 % au niveau départemental et 48,5 % au niveau national). Sur les 239 bâtiments dénombrés sur la commune en 2019,  12 sont en aléa moyen ou fort, soit 5 %, à comparer aux 81 % au niveau départemental et 54 % au niveau national. Une cartographie de l'exposition du territoire national au retrait gonflement des sols argileux est disponible sur le site du BRGM,.
Par ailleurs, afin de mieux appréhender le risque d’affaissement de terrain, l'inventaire national des cavités souterraines permet de localiser celles situées sur la commune.
La commune a été reconnue en état de catastrophe naturelle au titre des dommages causés par les inondations et coulées de boue survenues en 1982, 1983 et 1999. Concernant les mouvements de terrains, la commune a été reconnue en état de catastrophe naturelle au titre des dommages causés par des mouvements de terrain en 1999.

#### Risques technologiques
Le risque de transport de matières dangereuses sur la commune est lié à sa traversée par une ou des infrastructures routières ou ferroviaires importantes ou la présence d'une canalisation de transport d'hydrocarbures. Un accident se produisant sur de telles infrastructures est susceptible d’avoir des effets graves sur les biens, les personnes ou l'environnement, selon la nature du matériau transporté. Des dispositions d’urbanisme peuvent être préconisées en conséquence.

## Toponymie
Les formes anciennes sont villa sancti Thome de Buxia en 1197, Maini episcopi villa en 1142, Manille de Buxia en 1309, Mayno, Magnili
Maine vient du bas latin manere ou mainare qui voulait dire au Moyen Âge « installer des tenanciers ». Le Maine-de-Boixe a été fondé en 1173 par des défrichements sur la forêt de Boixe. On retrouve aussi à cette période les mots mansus, mansio, mainamentum, mainilium, masnillum, manilli évoquant l'habitat et les dépendances,.
Le nom de "le Maine" est très répandu en Charente. L'origine du mot Boixe est le latin buxus, buis,.
À la fin du XIIe siècle, l'évêque d'Angoulême construisit dans la forêt de Boixe un village et une église dédiée à saint Thomas. Ce fut l'origine de Saint-Thomas-de-Boixe, appelé au Moyen Âge le Maine-de-l'Evêque, et commune créée en 1793 Le Maine de Boixe,. Le Maine-de-Boixe perdit son article au cours du XXe siècle.

## Histoire
L'ancienne voie romaine de Périgueux à Poitiers par le Puy de Nanteuil, Montignac et Rom, nommée chaussada en 1226, fait la limite ouest de la commune. C'est la route actuelle de Mansle à Montignac.
Maine-de-Boixe est un village lié au défrichement de la forêt de la Boixe et a été fondé en 1173 par l'évêque d'Angoulême, fief qui lui avait été donné par le comte d'Angoulême.
Avant cette date, la forêt de Boixe appartenait aux comtes d'Angoulême. Ceux-ci se disputaient souvent avec leurs voisins évêques, et s'allièrent à des bandits qui s'attaquaient aux biens du clergé. Vulgrin, fils aîné de Guillaume, s'était mis à la tête de ces brigands qui rançonnaient les habitants des châtellenies épiscopales tout en ravageant les domaines de l'évêché. Revenu à de meilleurs sentiments, il offrit à l'évêque Lambert, en réparation, une partie de ses terres incultes de la forêt de Boixe. Le traité fut signé en 1173 dans une carrière près du château de la Rochandry où résidait l'évêque.
Les années suivantes, un village fut construit, une église dédiée à saint Thomas fut implantée, la terre fut défrichée et mise en valeur.
Grâce à la protection des évêques, le Maine-de-Boixe prit une assez grande importance et devint même le siège d'une juridiction distincte. Les évêques s'y étaient construit un logis, où ils séjournaient parfois.
En 1686 la paroisse, dont le duc de La Rochefoucauld est le seigneur, ne comporte que 34 feux, et ne verse que 180 à 240 livres suivant les années. La paroisse est dans les bois et les cultures sont « sujets à estre mangés par les bestes foves ».

### Les Templiers et les Hospitaliers
Au XIIe siècle, les Templiers ont aussi construit une commanderie dans le village du Courreau.
Lors de la dévolution des biens de l'ordre du Temple, la commanderie passe sous la responsabilité des Hospitaliers de l'ordre de Saint-Jean de Jérusalem. Boixe est mentionnée en 1373 comme étant membre de la commanderie de Beauvais près de Matha. Durant les XIVe et XVe siècles, elle est considérée comme un établissement peu important.
À la Révolution, les bâtiments sont vendus à des particuliers.

## Politique et administration

### Liste des maires
| Période                                  | Période  | Identité          | Étiquette | Qualité |
| ---------------------------------------- | -------- | ----------------- | --------- | --- |
| Les données manquantes sont à compléter. |          |                   |           | |
| juin 1995                                | mai 2020 | Patrick Berthault | PCF       | Agent SNCF Conseiller général du canton de Saint-Amant-de-Boixe (2004-2015) Conseiller départemental du canton de Boixe-et-Manslois (2015-2021) |
| 2020                                     | En cours | Sonia Papillaud   | SE        | |

## Démographie

### Évolution démographique
L'évolution du nombre d'habitants est connue à travers les recensements de la population effectués dans la commune depuis 1793. Pour les communes de moins de 10 000 habitants, une enquête de recensement portant sur toute la population est réalisée tous les cinq ans, les populations de référence des années intermédiaires étant quant à elles estimées par interpolation ou extrapolation. Pour la commune, le premier recensement exhaustif entrant dans le cadre du nouveau dispositif a été réalisé en 2007.

En 2022, la commune comptait 476 habitants, en évolution de −0,42 % par rapport à 2016 (Charente : −0,48 %, France hors Mayotte : +2,11 %).
| 1793 | 1800 | 1806 | 1821 | 1831 | 1841 | 1846 | 1851 | 1856 |
| ---- | ---- | ---- | ---- | ---- | ---- | ---- | ---- | ---- |
| 374  | 433  | 449  | 481  | 471  | 490  | 457  | 477  | 446  |

| 1861 | 1866 | 1872 | 1876 | 1881 | 1886 | 1891 | 1896 | 1901 |
| ---- | ---- | ---- | ---- | ---- | ---- | ---- | ---- | ---- |
| 424  | 390  | 384  | 365  | 354  | 349  | 316  | 258  | 234  |

| 1906 | 1911 | 1921 | 1926 | 1931 | 1936 | 1946 | 1954 | 1962 |
| ---- | ---- | ---- | ---- | ---- | ---- | ---- | ---- | ---- |
| 243  | 225  | 206  | 211  | 195  | 209  | 204  | 197  | 168  |

| 1968 | 1975 | 1982 | 1990 | 1999 | 2006 | 2007 | 2012 | 2017 |
| ---- | ---- | ---- | ---- | ---- | ---- | ---- | ---- | ---- |
| 167  | 206  | 296  | 375  | 384  | 434  | 441  | 472  | 484  |

| 2022 | - | - | - | - | - | - | - | - |
| ---- | - | - | - | - | - | - | - | - |
| 476  | - | - | - | - | - | - | - | - |

En 2008, Maine-de-Boixe comptait 455 habitants  (soit une augmentation de 18,8 % par rapport à 1999). La commune occupait le 17 455e rang au niveau national, alors qu'elle était au 18 268e en 1999, et le 173e au niveau départemental sur 404 communes.
Le maximum de la population a été atteint en 1841 avec 490 habitants.

### Pyramide des âges
En 2018, le taux de personnes d'un âge inférieur à 30 ans s'élève à 32,1 %, soit au-dessus de la moyenne départementale (30,2 %). À l'inverse, le taux de personnes d'âge supérieur à 60 ans est de 30,9 % la même année, alors qu'il est de 32,3 % au niveau départemental.
En 2018, la commune comptait 242 hommes pour 239 femmes, soit un taux de 50,31 % d'hommes, légèrement supérieur au taux départemental (48,41 %).
Les pyramides des âges de la commune et du département s'établissent comme suit.
| Hommes | Classe d’âge | Femmes |
| ------ | ------------ | ------ |
| 0,4    | 90 ou +      | 0,0    |
| 6,2    | 75-89 ans    | 4,2    |
| 24,4   | 60-74 ans    | 26,5   |
| 16,0   | 45-59 ans    | 15,5   |
| 21,2   | 30-44 ans    | 21,1   |
| 10,2   | 15-29 ans    | 13,3   |
| 21,5   | 0-14 ans     | 19,4   |

| Hommes | Classe d’âge | Femmes |
| ------ | ------------ | ------ |
| 1      | 90 ou +      | 2,7    |
| 9,2    | 75-89 ans    | 12     |
| 20,6   | 60-74 ans    | 21,3   |
| 20,7   | 45-59 ans    | 20,3   |
| 16,8   | 30-44 ans    | 16     |
| 15,6   | 15-29 ans    | 13,4   |
| 16,1   | 0-14 ans     | 14,3   |

## Équipements, services et vie locale

### Enseignement
L'école est un RPI entre Cellettes et Maine-de-Boixe. Maine-de-Boixe et Cellettes accueillent chacune une école élémentaire. Celle de Maine-de-Boixe possède une seule classe. Le secteur du collège est Mansle.

## Lieux et monuments
- L'église paroissiale, restaurée récemment.
- Les vestiges de la chapelle du XIIe siècle de la commanderie de Templiers, dite du Temple de Boixe, près du lieu-dit le Courreau. Au lieu-dit même se trouve l'ancienne maison du commandeur, datant de la fin du XVe siècle. Les bâtiments sont à l'abandon. La voûte de la chapelle, couverte de lauzes encore visibles sur les côtés, s'est effondrée et la chapelle est envahie par la végétation[32],[39].

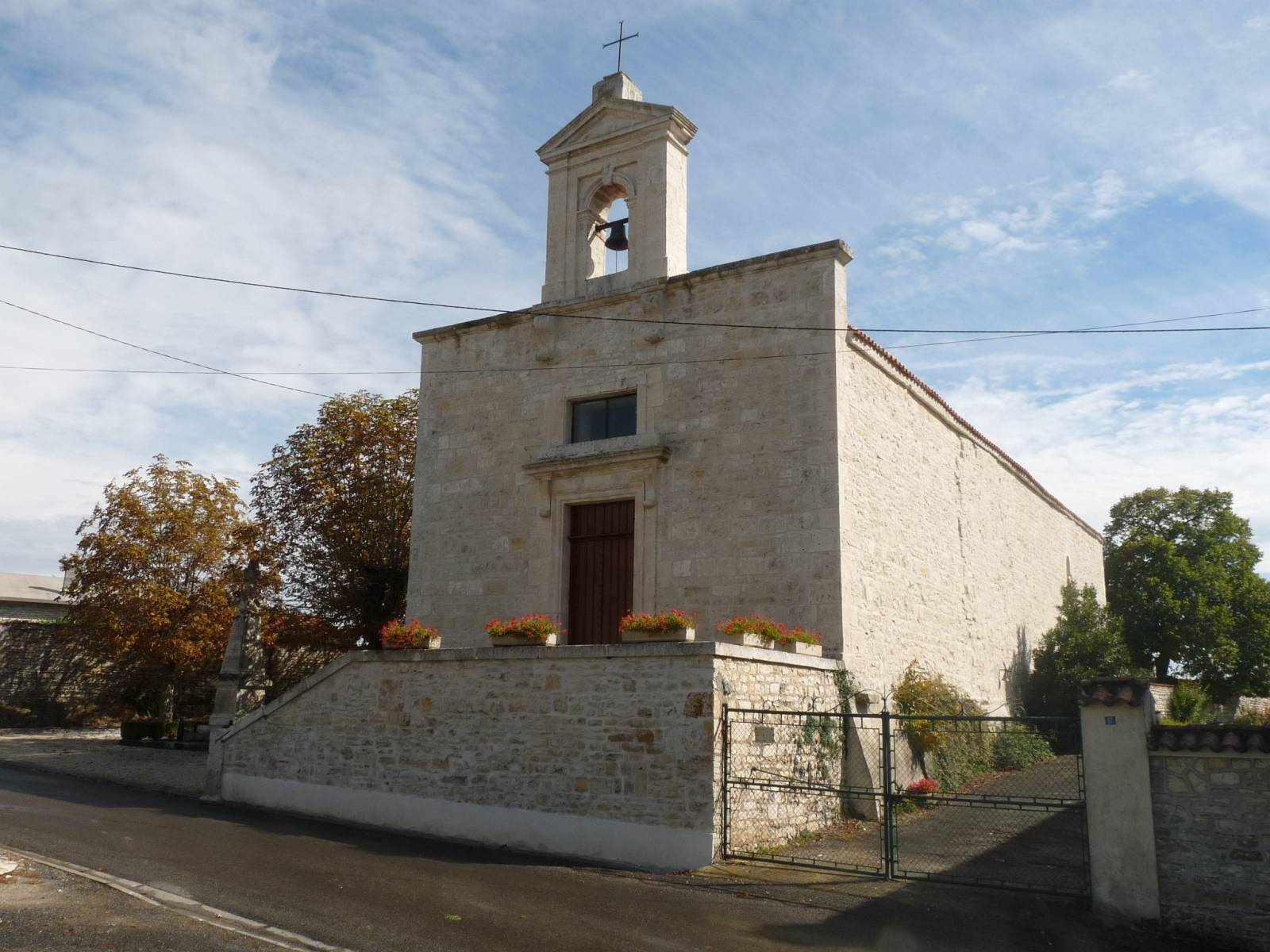
L'église paroissiale.
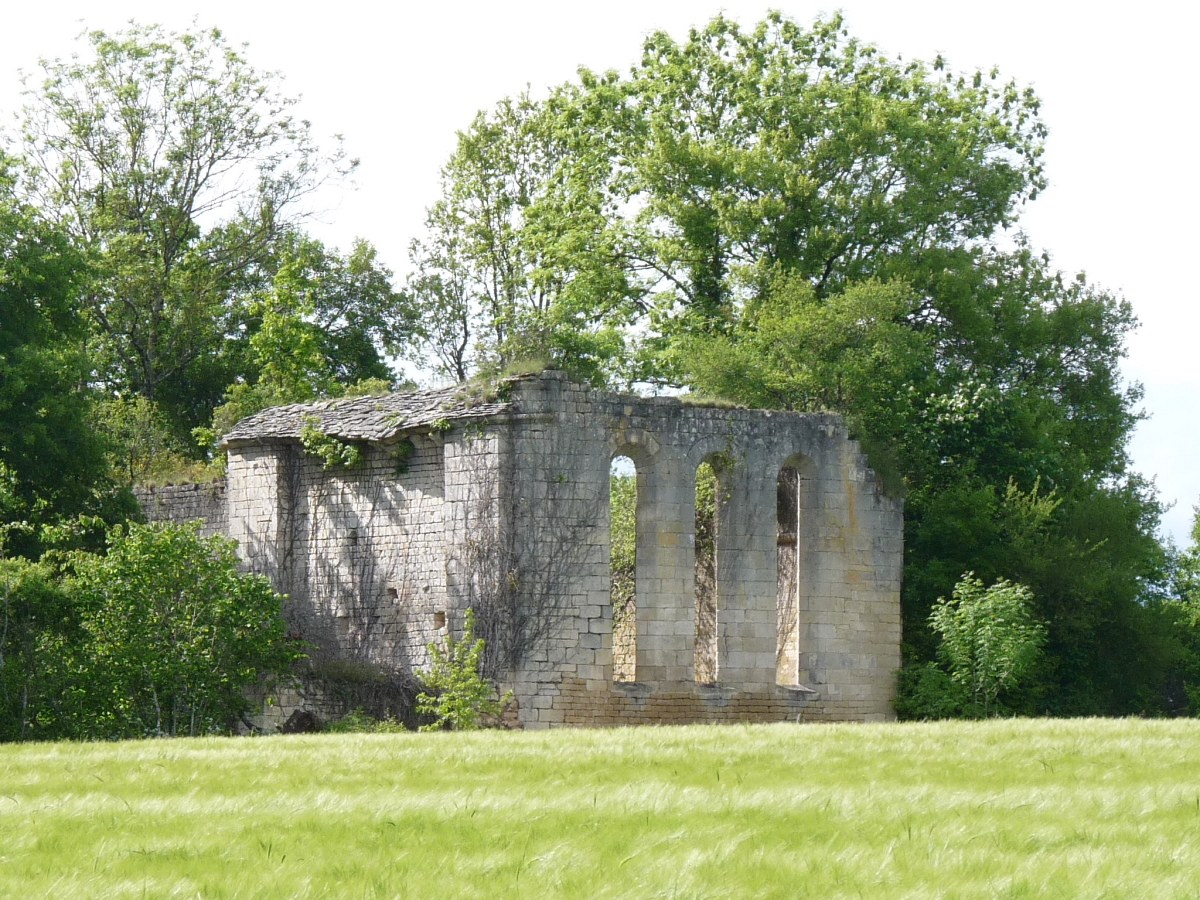
Vestiges de la commanderie de Boixe.

## Héraldique
| Blason | Blasonnement : D'azur au chevron d'or chargé à dextre d'une fourche et d'un serpent d'azur posés en barre, et à senestre d'une rame du même posée en bande, le chevron accompagné en chef dextre d'une mitre, en chef senestre d'une crosse mouvant du chevron, et en pointe d'une fleur de lys soutenue d'un poisson, le tout d'or, au chef losangé d'or et de gueules, surchargé en abîme d'un écusson d'argent à la croix de Malte de gueules. |